# Туркевич, Владимир Зиновьевич
Туркевич Владимир Зиновьевич (род. 1958) — учёный в области изучения физико-химических аспектов синтеза сверхтвердых материалов при высоких давлениях и температурах, изучения термодинамики и кинетики спонтанной кристаллизации алмаза и кубического нитрида бора при высоких давлениях и температурах, теплофизического приборостроения. Доктор химических наук (1996),  профессор (2011),  академик НАН Украины (2018), Заслуженный деятель науки и техники Украины.

## Биография
Родился 09 июля 1958 г., город Киев, Украина.
Окончил теплоэнергетический факультет Киевского политехнического института (современное наименование — Национальный технический университет Украины «Киевский политехнический институт») в 1981 г., получив специальность инженера-теплофизика.
В 1987 г. защитил диссертацию кандидата физико-математических наук (Институт металлофизики НАН Украины) и доктора химических наук в 1996 г (Киевский национальный университет имени Тараса Шевченко).
Является академиком НАН Украины. В 2011 г. получил звание профессора.

### Деятельность
Институт сверхтвердых материалов НАН Украины (1981- наст. время).
- С 2015 директор Института сверхтвердых материалов НАН Украины.

а также:
- приглашённый исследователь (1995), Университет г. Бонн, Германия;
- приглашённый исследователь (1998, 1999), Университет г. Падерборн, Германия;
- приглашённый исследователь (2001), JAERI, Spring-8, г. Харима, Япония;
- приглашённый исследователь (2003),  NIMS, Цукубо, Япония;
- приглашённый профессор (2003- 2007), Университет-13, Париж, Франция;
- приглашённый профессор (2011- наст. время), Лундский университет, Швеция;
- профессор (по совместительству), физический факультет ун-та им. Шевченко (2003- 2007);
- профессор (по совместительству), инженерно-физический ф-т КПИ (2007 – наст. время);
- заместитель главного редактора журнала «Сверхтвердые материалы» (1997);
- заместитель академика-секретаря Отделения физико-технических проблем материаловедения НАН Украины (2004);
- председатель учёного совета Института сверхтвердых материалов НАН Украины (2014).

## Почетные звания
Лауреат
- Заслуженный деятель науки и техники Украины 2018)
- Академик НАН Украины (2018)
- Главный редактор журнала "Сверхтвердые материалы" (2017)
- Глава Ученого Совета Института сверхтвердых материалов (2015)
- Государственная премия Украины в области науки и техники (2012)
- Звание профессора (2011)
- Почетная грамота Верховной рады Украины (2011)
- Член-корреспондент НАН Украины (2009)
- Медаль НАН Украины «За наукові досягнення» (2008)
- Член комитета EHPRG (1999-2001)
- Премия им. И. Н. Францевича Национальной академии наук Украины (1999).

## Публикации
1. Туркевич В.З. Диаграммы плавкости систем углерода и нитрида бора с  растворителями при высоких давлениях. В кн. «Сверхтвердые материалы.  Получение и применение». Под общей ред. акад. НАН Украины Н.В.  Новикова. Том 1 "Синтез алмаза и подобных материалов". Киев: ИСМ НАН Украины, 2003, с.11-28.
2. Новиков Н.В., Туркевич В.З. Развитие технологии сверхтвердых  материалов. В кн. "Прогресивні матеріали і технології‖". – К.: Академперіодика, 2003. – Т.2. – С.87-103.
3. Turkevich V.Z. ―Thermodynamic and kinetic aspects of spontaneous  crystallization of diamond and cubic boron nitride‖ in NATO Science Series  book «Innovative Superhard Materials and Sustainable Coatings for Advanced  Manufacturing» ed. by J. Lee and N. Novikov. Dordrecht: Springer, 2005, p. 17- 30.
4. Туркевич В.З. Термодинамический аспект синтеза сверхтвердых материалов. В кн. "Актуальные проблемы современного материаловедения". Под ред. И.К. Походни и др. – Том 2, Киев: ИД Академпериодика, 2008, с. 121-142.
5. Туркевич В.З. Химическая термодинамика равновесных процессов. В кн. "Неорганическое материаловедение". –  т.1. "Основы науки о материалах". Под ред. Г.Г. Гнесина и В.В. Скорохода. – Киев: Наукова думка, 2008. - с. 187-204.
6. Turkevich V.  High-Pressure Phase Diagrams of the Systems Containing Carbon and BN. in: "Comprehensive Hard Materials" (eds. V.K. Sarin and C.E. Nebel), Elsevier, 2014, vol.3, pp. 35–57.

- монографии —6;
- учебники —1;
- статьи — 125;
- изобретения (патенты, авторские свидетельства) — 6.